# All In (serie televisiva)
All In (올인?, Ol inLR) è una serie televisiva sudcoreana trasmessa su SBS dal 15 gennaio al 3 aprile 2003. Ispirata alla vita del giocatore di poker professionista Jimmy Cha, la serie in patria è stata un successo in termini di ascolti: l'ultimo episodio ha registrato un indice di share del 47,7%, il più alto di tutti.

## Trama
Orfano allevato dallo zio giocatore d'azzardo, Kim In-ha va spesso con i suoi amici nel seminterrato di un cinema, dove fa amicizia con Choi Jung-won, uno studente modello e figlio del proprietario del cinema. In-ha e Jung-won, però, s'innamorano entrambi di Min Su-yeon, figlia del proiezionista. Quando il padre della ragazza muore perché doveva dei soldi ad alcuni strozzini e gangster, In-ha e Jung-won decidono di vendicarla e danno fuoco al nascondiglio di un gangster, ma l'incendio sfugge loro di mano e il capo della gang muore. In-ha è condannato a sette anni, mentre Jung-won, grazie alle conoscenze di famiglia, evita la galera. Mentre In-ha sconta la pena, Jung-won va negli Stati Uniti a studiare e Su-yeon si fa suora.
Sette anni dopo, per puro caso, i tre si ritrovano a lavorare per lo stesso casinò. In-ha e Su-yeon s'innamorano, ma vengono separati quando lui si vede costretto a immigrare clandestinamente negli Stati Uniti. Trovato lavoro come sicario della mafia, per un colpo di fortuna incontra nuovamente Su-yeon, con la quale progetta di sposarsi, ma, il giorno delle presunte nozze, In-ha subisce una ferita da arma da fuoco quasi fatale e cade in coma per otto mesi. Inconsapevole che l'amato sia vivo, Su-yeon torna in Corea. Quando In-ha guarisce, Jung-won gli dice che non merita l'amore di Su-yeon e In-ha decide di diventare un giocatore d'azzardo professionista per cambiare la sua misera vita. Dopo aver incontrato un socio in affari e aver scommesso tutto ciò che possiede, In-ha torna in Corea per riconquistare Su-yeon.

## Personaggi
- Kim In-ha, interpretato da Lee Byung-hun e Jin Goo (da giovane)
- Min Su-yeon/sorella Angela, interpretata da Song Hye-kyo e Han Ji-min (da giovane)
- Choi Jung-won, interpretato da Ji Sung e Go Dong-hyeon (da giovane)
- Seo Jin-hee, interpretata da Park Sol-mi e Shin Ah (da giovane)
- Choi Do-hwan, interpretato da Lee Deok-hwa
- Yoon Hye-sun, interpretata da Sunwoo Eun-sook
- Kim Chi-soo, interpretato da Im Hyun-sik
- Jang Hyun-ja, interpretata da Park Won-sook
- Seo Seung-don, interpretato da Jo Kyung-hwan
- Jenny, interpretata da Kim Tae-yeon
- Yoo Jong-gu, interpretato da Heo Joon-ho
- Yoo Jung-ae, interpretata da Choi Jung-won
- Park Tae-joon, interpretato da Choi Joon-yong
- Woo Yong-tae, interpretato da Yoon Gi-won
- Yang Shi-bong, interpretato da Baek Seung-hyun
- Im Dae-soo, interpretato da Jung Yoo-seok
- Jung Joon-il, interpretato da Jung Ho-bin
- Jjagoo, interpretato da Park Jung-woo
- Chun Sang-gu, interpretato da Im Dae-ho
- Man-soo, interpretato da Yoon Seo-hyun
- Barista, interpretata da Hong Yeo-jin
- Yazuka, interpretato da Cho Yeon-woo
- Michael Jang, interpretato da Kim Byung-se
- Rie Ochida, interpretata da Yūko Fueki
- Ae-sook/Mi-hee, interpretata da Seo Ji-hye

## Riconoscimenti
| Anno | Premio               | Categoria                          | Ricevente     | Risultato       |
| ---- | -------------------- | ---------------------------------- | ------------- | --------------- |
| 2003 | SBS Drama Awards     | Gran premio                        | Lee Byung-hun | Vincitore/trice |
| 2003 | SBS Drama Awards     | Miglior attrice                    | Song Hye-kyo  | Vincitore/trice |
| 2003 | SBS Drama Awards     | Miglior attore in un drama seriale | Ji Sung       | Vincitore/trice |
| 2003 | SBS Drama Awards     | Miglior attore di supporto         | Heo Joon-ho   | Vincitore/trice |
| 2003 | Paeksang Arts Awards | Miglior attore                     | Lee Byung-hun | Vincitore/trice |
| 2003 | Paeksang Arts Awards | Gran premio per la televisione     |               | Vincitore/trice |

## Distribuzioni internazionali
| Paese    | Canale/i | Prima TV                | Titolo adottato                                     |
| -------- | -------- | ----------------------- | --------------------------------------------------- |
| Giappone | KNTV     | 8 marzo-25 maggio 2003  | オールイン 運命の愛 (All In - Un amore del destino) |
| Taiwan   | GTV      | 23 giugno-8 agosto 2003 | All In 真愛宣言 (All In)                            |